# Blosne
Der Blosne (französisch: Ruisseau de Blosne) ist ein kleiner Fluss im Westen von Frankreich, der im Département Ille-et-Vilaine der Region Bretagne südlich der Stadt Rennes verläuft.

## Geografie

### Verlauf
Der Blosne entspringt einem kleinen See im nordwestlichen Gemeindegebiet von Domloup und entwässert generell in westlicher Richtung durch den südlichen Großraum von Rennes. Dabei passiert er eine Vielzahl von Verkehrseinrichtungen in dem dicht besiedelten Gebiet. Es sind dies folgende Anlagen (Reihenfolge in Fließrichtung):
- Bahnstrecke LGV Bretagne-Pays de la Loire,
- Bahnstrecke Châteaubriant–Rennes.
- An der südlichen Grenze von Rennes trifft der Blosne auf die Kreisautobahn rund um die Stadt, die hier mehrere hochrangige Straßenkreuze mit den nach Süden führenden Ausfallstraßen bildet. Im Zuge der Baumaßnahmen wurde der Fluss in diesem Abschnitt weitgehend in den Untergrund verlegt.
- Bahnstrecke Rennes–Redon,
- Flughafen Rennes-Saint-Jacques.

In seinem Unterlauf erreicht der Blosne das Vilaine-Tal, durchquert dort mehrere Seen und mündet schließlich nach insgesamt rund 19 Kilometern im südwestlichen Gemeindegebiet von Rennes als linker Nebenfluss in die Vilaine.

### Orte am Fluss
(Reihenfolge in Fließrichtung)
- Le Pré du But, Gemeinde Domloup
- Brouaise, Gemeinde Domloup
- Champ Grimault, Gemeinde Cesson-Sévigné
- Les Rivières, Gemeinde Chantepie
- Le Pont Bœuf, Gemeinde Chantepie
- La Hallerais, Gemeinde Vern-sur-Seiche
- Le Cormier, Gemeinde Noyal-Châtillon-sur-Seiche
- Le Blosne, Gemeinde Rennes
- Bréquigny, Gemeinde Rennes
- La Chevrolet, Gemeinde Saint-Jacques-de-la-Lande
- La Reuzerais, Gemeinde Saint-Jacques-de-la-Lande
- La Mare, Gemeinde Rennes
- Lillion, Gemeinde Rennes